# Camber Cars
Camber Cars war ein britischer Hersteller von Automobilen.

## Unternehmensgeschichte
George Holmes, ein Landwirtschaftsingenieur aus Camber Sands, und Derek Bishop aus Greenwich, der zuvor Heron Plastics leitete, gründeten 1966 das Unternehmen in Rye und begannen mit der Produktion von Automobilen. Der Markenname lautete Camber. Die Vermarktung erfolgte durch Checkpoint Ltd. 1967 endete die Produktion. Insgesamt entstanden sechs Exemplare. George Holmes stellte bis 1969 in seinem neuen Unternehmen W. West Engineers in Camber Sands sechs weitere Fahrzeuge her und vermarktete sie als Maya.

## Fahrzeuge
Das einzige Modell war der GT, präsentiert im Januar 1967 auf der London Racing Car Show. Die Basis bildete ein Rohrrahmen mit Hilfsrahmen und Vierzylindermotor vom Mini. Die zweisitzige Coupé-Karosserie bestand aus Fiberglas. Die vorderen Scheinwerfer waren illegal tief angeordnet, sodass das sechste Fahrzeug diesbezüglich abgeändert wurde.